# Lakeland (Florida)
Lakeland ist eine Stadt im Polk County im US-Bundesstaat Florida mit 112.641 Einwohnern (Stand: 2020).

## Geographie
Lakeland grenzt im Westen an Plant City (Hillsborough County). Die Stadt liegt rund 15 Kilometer nördlich von Bartow und etwa 40 Kilometer östlich von Tampa. Sie ist die größte Stadt der Lakeland–Winter Haven Metropolitan Statistical Area, die dem Polk County entspricht.

## Geschichte
Lakeland erhielt durch die South Florida Railroad im Jahr 1884 erstmals Anschluss an das Eisenbahnnetz.

## Demographische Daten
Laut der Volkszählung 2010 verteilten sich die damaligen 97.422 Einwohner auf 48.218 Haushalte. Die Bevölkerungsdichte lag bei 820,7 Einw./km². 70,8 % der Bevölkerung bezeichneten sich als Weiße, 20,9 % als Afroamerikaner, 0,3 % als Indianer und 1,8 % als Asian Americans. 3,5 % gaben die Angehörigkeit zu einer anderen Ethnie und 2,7 % zu mehreren Ethnien an. 12,6 % der Bevölkerung bestand aus Hispanics oder Latinos.
Im Jahr 2010 lebten in 26,7 % aller Haushalte Kinder unter 18 Jahren sowie 34,7 % aller Haushalte Personen mit mindestens 65 Jahren. 59,7 % der Haushalte waren Familienhaushalte (bestehend aus verheirateten Paaren mit oder ohne Nachkommen bzw. einem Elternteil mit Nachkomme). Die durchschnittliche Größe eines Haushalts lag bei 2,29 Personen und die durchschnittliche Familiengröße bei 2,90 Personen.
24,3 % der Bevölkerung waren jünger als 20 Jahre, 25,9 % waren 20 bis 39 Jahre alt, 23,1 % waren 40 bis 59 Jahre alt und 26,6 % waren mindestens 60 Jahre alt. Das mittlere Alter betrug 40 Jahre. 46,9 % der Bevölkerung waren männlich und 53,1 % weiblich.
Das durchschnittliche Jahreseinkommen lag bei 40.650 $, dabei lebten 15,8 % der Bevölkerung unter der Armutsgrenze.
Im Jahr 2000 war Englisch die Muttersprache von 91,04 % der Bevölkerung, spanisch sprachen 6,44 % und 2,52 % hatten eine andere Muttersprache.

## Einwohnerentwicklung
| Jahr | Einwohner¹ |
| ---- | ---------- |
| 1980 | 47.406     |
| 1990 | 70.576     |
| 2000 | 84.691     |
| 2010 | 97.433     |
| 2020 | 112.641    |

¹ 2000–2020: Volkszählungsergebnisse

## Sehenswürdigkeiten
Folgende Objekte sind im National Register of Historic Places gelistet:
| - Beacon Hill-Alta Vista Residential District - Biltmore-Cumberland Historic District - Central Avenue School - Cleveland Court School - John F. Cox Grammar School - Dixieland Historic District - East Lake Morton Residential District - Florida Southern College Architectural District - Griffin Grammar School | - Henley Field Ball Park - Lake Hunter Terrace Historic District - Lake Mirror Promenade - Munn Park Historic District - Oates Building - Old Lakeland High School - Polk Theatre and Office Building - South Lake Morton Historic District - Winston School |

## Verkehr
Die Stadt wird von der Interstate 4, von den U.S. Highways 92 (SR 600) und 98 sowie von den Florida State Roads 33, 35, 37, 539, 546, 563, 570 (Polk Parkway, mautpflichtig) und 572 durchquert.
Der Bahnhof Lakeland ist eine Station der Züge Silver Star und Silver Meteor der Bahngesellschaft Amtrak auf der Linie von Miami nach New York City. Im Jahr 2011 hätte der Bau einer Hochgeschwindigkeitstrasse von Tampa über Lakeland und Orlando nach Miami beginnen sollen. Die Strecke sollte nach dem Prinzip der Verkehrswegebündelung entlang des bestehenden Fernstraßennetzes mit einer vorgesehenen Geschwindigkeit von 270 bis 300 km/h befahren werden. Die Pläne wurden von Gouverneur Rick Scott im März 2011 jedoch auf Eis gelegt.
Lakeland besitzt mit dem Lakeland Linder International Airport einen eigenen Flughafen. Der nächste internationale Flughafen ist der Tampa International Airport (rund 60 km westlich).

## Kriminalität
Die Kriminalitätsrate lag im Jahr 2010 mit 406 Punkten (US-Durchschnitt: 266 Punkte) im durchschnittlichen Bereich. Es gab zwölf Morde, 20 Vergewaltigungen, 140 Raubüberfälle, 287 Körperverletzungen, 1104 Einbrüche, 3754 Diebstähle, 241 Autodiebstähle und sechs Brandstiftungen.

## Persönlichkeiten
In Lakeland geboren:
- Frances Langford (1913–2005), Sängerin und Schauspielerin
- J. D. Sumner (1924–1998), Sänger
- Lawton Chiles (1930–1998), Politiker und Gouverneur von Florida
- Alton R. Waldon junior (1936–2023), Jurist und Politiker
- Charles T. Canady (* 1954), Jurist und Politiker
- Nick Hamilton (* 1959), Wrestler und Ringrichter
- Dennis A. Ross (* 1959), Politiker
- Scott Kelby (* 1960), Autor
- April Grace (* 1962), Schauspielerin
- Joe Nemechek (* 1963), Autorennfahrer
- Robert Allan Floyd (* 1968), Schauspieler
- Martha Munizzi (* 1968), Gospelsängerin, Songwriterin, Autorin und Schauspielerin
- Andrew Reynolds (* 1978), Skateboardfahrer
- Faith Evans (* 1973), Sängerin und Schauspielerin
- Rhea Durham (* 1978), Fotomodell
- Marrese Crump (* 1982), Kampfsportler und Schauspieler
- Kara Monaco (* 1983), Model
- Jadrian Clark (* 1994), American-Football-Spieler
- Justin Forsett (* 1985), American-Football-Spieler
- Donald Parham (* 1997), American-Football-Spieler

Sonstige Persönlichkeiten:
- Park Trammell (1876–1936), Gouverneur von Florida und US-Senator, in den Jahren von 1899 bis 1903 Bürgermeister der Stadt
- Mike Marshall (* 1957), Musiker